# Nikolaj Ivanovič Lavrov
Nikolaj Ivanovič Lavrov (rusko Николай Иванович Лавров), ruski general, * 1761, † 1813.
Bil je eden izmed pomembnejših generalov, ki so se borili med Napoleonovo invazijo na Rusijo.
Njegov portret je bil eden izmed 13, ki niso bili nikoli izdelani za Vojaško galerijo Zimskega dvorca.

## Življenje
1. januarja 1777 je kot vojak vstopil v Preobraženski polk in 26. septembra 1783 je bil povišan v zastavnika. 15. maja 1789 je bil premeščen v 1. bataljon Buških strelcev. Leta 1791 je sodeloval v bojih s Turki in leta 1792 ter 1794 se je boril proti Poljakom. 20. aprila 1797 je bil povišan v podpolkovnika.  
11. septembra 1798 je bil povišan v polkovnika. Naslednje leto se je udeležil italijansko-švicarske kampanje kot štabni častnik v generalštabu Suvorova. V bojih je bil ranjen in se odlikoval, tako da je bil 2. novembra istega leta povišan v generalmajorja in imenovan za poveljnika Tomskega mušketirskega polka. Po vrnitvi v Rusijo je bil 15. oktobra 1800 imenovan za poveljnika Širvanskega mušketirskega polka (na položaju do 27. januarja 1808) in istočasno postal inšpektor pehote v Sibiriji. 
23. avgusta 1806 je bil premeščen v evropski del imperija in bil imenovan za brigadnega poveljnika 8. pehotne divizije. Sodeloval je v bojih s Francozi (1806-07) in bil v bojih hudo ranjen. Leta 1808 je postal poveljnik 11. pehotne divizije in 30. avgusta 1811 je bil povišan v generalporočnika. 22. aprila 1812 je postal načelnik štaba 1. zahodne armade. 
Med veliko patriotsko vojno se je ponovno boril proti Francozom. V začetku leta 1813 je hudo zbolel, tako da se je upokojil, a je še istega leta umrl.